# 連納智
連納智，CBE，AM，（英文：Michael Lynch；1950年—），生於澳大利亞，澳大利亞人，澳大利亞藝術界別專業人士，曾經擔任澳大利亞多個藝術設施總監，於2002年至2009年擔任英國倫敦南岸中心總監，後於2011年5月至2015年8月在香港擔任西九文化區管理局行政總裁。

## 簡歷
連納智於1989年至1994年擔任澳大利亞悉尼劇院公司（Sydney Theatre Company）總經理，於1994年至1998年擔任負責澳大利亞藝術資助的澳洲藝術協會總經理。至1998年，擔任悉尼歌劇院總監。2001年，連納智獲頒澳洲員佐勳章，以表揚他對藝術行政範疇及積極地宣揚澳洲的文化生活的貢獻。於2002年至2009年，連納智擔任英國倫敦南岸中心總監，期間監督皇家節日音樂廳的重修，及於2008年獲頒大英帝國司令勳章，以表揚他對藝術行政範疇的貢獻
2009年3月，連納智被委任為澳大利亞廣播公司總監至2011年，與此同時擔任維多利亞州電影委員會成員。

### 獲委任為西九文化區管理局行政總裁
2011年5月27日，連納智被委任為香港西九文化區管理局行政總裁於同年7月上任，任內期間多有建樹，包括於上任同年12月完成西九文化區發展方案獲選作品的發展大綱圖則，向城市規劃委員會提交發展，使到久久只聞樓梯響的西九文化區計劃正式的進入法定規劃程序。此外，連納智亦為西九文化區灌注不少具前瞻性概念，包括於未動土期間就將西九文化區之用地多次舉行短暫用途藝術活動，以提早補充收入、吸納人流以及方便日後規劃，當中最為成功例子包括舉辦西九大戲棚粵劇表演、自由野音樂會及M+進行：充氣！戶外藝術展覽等等；於2013年策劃在西九公園撥地建設兩個臨時表演舞台──組裝劇場（Modular Theatre，擬設1,200至1,500個座位）及黑盒劇場（Black Box Theatre，擬設900個企位或者450個座位），預計於2014年年底竣工，以求盡快建立西九文化區為香港藝術中心之最重要地位。同年9月24日，西九文化區管理局為戲曲中心舉行動土儀式，標誌著西九文化區正式的踏入興建階段，其後其他設施M+及西九公園亦都相繼投入工程。另外，連納智亦積極壓縮西九文化區的超支情況以及推進設施落成時序。

### 多有建樹，再獲委任
2014年2月17日，西九文化區管理局董事局主席林鄭月娥宣佈宣布再度委任連納智出任行政總裁，第二度任期以同年7月25日為起。她表示西九文化區管理局在連納智的領導下，在各方面均邁進新里程。在西九文化區已經進入緊湊的發展階段下，西九文化區管理局需要卓越的領導層及穩定的架構以繼續推展進程，而連納智的領導才能和管理能力有目共睹，令到西九文化區無論在硬件或者軟件方面均有所進展。連納智就此表示很高興能夠繼續出任行政總裁，帶領西九文化區管理局踏進新里程，亦很榮幸能夠與公眾、西九文化區管理局、各界持份者及香港政府攜手合作。「目前我們已經取得多項重大進展，逐步實現願景，將西九文化區發展成為人人共享的世界級文化藝術區，實在令人鼓舞。而在他第二度任期，他將會領導西九文化區管理局就西九文化區的不同用途的綜合發展用地進行規劃及適度的推動，並且制定各場地的管治架構、營運模式和夥伴合作安排等，以及提高項目在財務上的可持續發展水平，積極與香港文化藝術界交流，以及擴大西九文化區的國際網絡。
2015年2月10日下午5時，西九文化區管理局董事局主席林鄭月娥在董事局會議後聯同副主席夏佳理和連納智本人宣布，連納智於同月4日以自身健康及需要返回澳大利亞照顧病重妻子為理由，向董事局提出有意提早退休，獲香港行政長官事先批准下，董事局接納其請辭，連納智將會提前一年結束合約，於同年8月3日離任。林鄭月娥形容連納智離任是西九文化區管理局及香港藝術界一大損失，十分惋惜；惟西九文化區施工順利，有信心事件不會影響計劃之發展進度。而由於連納智履行合約條款中的請辭需要提早半年通知條文，因此情況與上任行政總裁謝卓飛的個案截然不同。連納智於會上眼泛淚光，表示：「我熱愛這份工作，我仍然記得上任時有人疑問為何聘請一個持拐杖的人？我當時說自己有能力，亦一直認為可以完成合約至明年。這是我傷心的一天，因為我不想離怪，惟我已經是64歲的老人家，因為小兒麻痹症而令我不良於行，難再堪察建築項目，而且妻子（以及胞妹）病情嚴重，適逢西九文化區的工程有進展，是合適時候離開，多花時間陪伴家人予以支持。」他又指出，香港政治環境複雜、經常需要克服障礙，包括應付在立法會上的匯報等等，不時受到立法會議員批評，「尚未做事已經被批判」，他期望可以更輕鬆地過生活，遂作出此決定，提早返回澳大利亞陪伴家人。對於被記者問及是否於崗位上感到沮喪，連納智坦言工作時經常感到沮喪，乃是由於西九文化區項目很重要和充滿著挑戰。他又寄望基崗位未來由香港人接任，因為擔任此職位者必須了解香港社會、文化、藝術、政治環境 及中港關係等，而且需要有好運氣。連納智又續稱，期望日後西九文化區完成時，能夠回來香港見證，又表示願為於日後繼續為西九文化區提供協助。民政事務局局長曾德成期後發表聲明，感謝連納智帶領及推展西九文化區計劃，藉著其廣泛的國際人脈，為香港藝術家取得拓展國際舞台的機會，「非常欣賞連納智的承擔與專業。」他形容連納智「雖然作為外籍人士，卻熱情地擁抱中國文化」，其提早退休是西九文化區管理局的一大損失，衷心地向其一家致以美好祝願。而於2011年5月委任連納智的時任西九文化區管理局董事局主席唐英年亦發表聲明，對其請辭深表惋惜，讚許連納智擁有資深的文化藝術以及行政管理經驗，在任期間表現盡心盡力，並且成功啟動各項工程。

## 外部連結
- 西九文化區管理局官方網頁 （页面存档备份，存于）